# Mondiaal orgasme
Een mondiaal orgasme, later samengevat in de wereldorgasmedag, komt voort uit het idee dat de hoeveelheid positieve energie die vrijkomt bij een orgasme - en door een grote massa mensen tegelijkertijd wordt beleefd - bij zou dragen aan positieve energie in het aardse energieveld. En dan vooral als de deelnemers juist op dat moment aan bijvoorbeeld vrede op aarde zouden denken. De dag heeft jaarlijks plaats op 22 december. 
Volgens de initiatiefnemers zou zo’n massaal orgasme niet alleen een persoonlijk genot zijn, maar op deze wijze zelfs een maatschappelijk doel vervullen. Vanwege onze gehaaste levenswijze, consumptiegedrag en oorlogszucht is de aarde uit evenwicht. Een collectief orgasme zou hierin een hoop kunnen herstellen en zelfs bijdragen aan de wereldvrede. Het zou meer effect hebben dan bidden. Overigens zijn er meer massameditatie en gebedsgebeurtenissen waarin men meent het aardse energieveld positief te kunnen beïnvloeden.
Op het moment dat de liefde bedreven wordt zouden negatieve menselijke daden achterwege blijven. Men is immers met liefde bezig. De gedachte speciaal hierbij is dat het in het teken van een goed doel staat. Wellicht ligt hier de gedachte “Make love not war” ten grondslag.
Voor een maximaal mondiaal effect is het belangrijk dat het orgasme zo veel mogelijk synchroon zal plaatsvinden. Voornamelijk bij volle manen, nieuwe manen, zonnewendes, equinoxen en wat men verder zou kunnen verzinnen.
Oorspronkelijk stond de eerste actie gepland voor 22 december 2006.

## Referentie
1. ↑  De website van Global Orgasm